# 内伦 (莱茵兰-普法尔茨州)
内伦是德国莱茵兰-普法尔茨州的一个市镇。总面积0.76平方公里，总人口96人，其中男性50人，女性46人（2011年12月31日），人口密度126人/平方公里。